# Лабораторный газометр
Газометр — лабораторный прибор для собирания и хранения газов, а также приблизительной оценки их объёмов. Представляет собой изготавливаемый из толстого стекла, меди или жести сосуд (обычно переносный, часто градуированный) вместимостью до нескольких десятков литров и предназначен для хранения и выдачи газа под давлением, незначительно превышающим атмосферное.
В жидкостных (мокрых) газометрах сбор газа основан на вытеснении запирающей жидкости в напорную воронку собираемым газом, а отбор газа — на вытеснении газа жидкостью из воронки (см. рисунок с изображением стеклянного газометра Берцелиуса). В качестве запирающей жидкости используют воду, солевой раствор или ртуть. Подлежащий хранению газ не должен взаимодействовать с запирающей жидкостью и быть малорастворимым в ней. Недостаток жидкостных газометров — возможность попадания примесей из запирающей жидкости в хранимый газ. Кроме того, по мере отбора газа давление в газометре Берцелиуса постепенно снижается. Если требуется постоянство давления газа, то используют газометр Бетти.
Перед началом работы лабораторный газометр Берцелиуса — толстостенную стеклянную бутыль с воронкой на шлифе — полностью заполняют водой, наливая её через воронку при обоих открытых кранах; последние пузырьки воздуха удаляют, слегка приподнимая и опуская воронку. Затем кран на газоотводной трубке закрывают, убирают заглушку со сливного патрубка и через этот же патрубок посредством газоподводящей трубки соединяют газометр с источником газа. Газ постепенно заполняет сосуд, вытесняя воду через сливной патрубок в поддон или водопроводную раковину; объём газа определяют по нанесённым на корпус газометра делениям. Чтобы получить ток газа из газометра, напорную воронку наполняют водой, ставят заглушку на сливной патрубок  и открывают оба крана. Вода вытесняет газ, который выходит через  газоотводную трубку.
Дозаправка газометра не допускается во избежание случайного смешения остатков старого  газа с новым, например, водорода с кислородом. Перед каждой новой заправкой следует убедиться в полном заполнении газометра водой. Не рекомендуется  заполнять газометры горючими газами (водородом, метаном, ацетиленом и т. д.), способными образовывать взрывоопасные смеси с воздухом. 
Обыкновенный металлический газометр устроен по тому же принципу, что и вышеописанный газометр Берцелиуса. Металлические газометры снабжают боковой водомерной трубкой, проградуированной в единицах измерения объёма газа: уровень воды в прозрачной трубке показывает количество газа, находящегося в газометре.
Для работ с газами, растворяющимися в воде или с сухими газами, которые не должны содержать в себе паров воды, применяют ртутный газометр Бунзена или сухие газометры.
- Лабораторный газометр Митчерлиха
- Профессор В. И. Есафов готовится к демонстрации взрыва кислородно-ацетиленовой смеси. На лабораторном столе видны два стеклянных газометра. Свердловск, 1969
- Лабораторная установка с металлическим газометром (рисунок из книги Д. И. Менделеева «Основы химии»[7][8])
- Очистка ртути перегонкой в токе газа из металлического газометра